# Revolución iraní
La Revolución iraní, también conocida como Revolución islámica o Revolución de 1979, se refiere al proceso de movilizaciones en Irán que desembocaron en el derrocamiento de la dinastía Pahlaví y la deposición del sah Mohammad Reza Pahleví en 1979, quien tenía el apoyo de Reino Unido y Estados Unidos. La revolución, liderada por el ayatolá Jomeini, hasta entonces en el exilio, supuso la instauración de la república islámica vigente hoy en el país, gracias al apoyo de organizaciones izquierdistas e islamistas, además de los movimientos estudiantiles.
Las manifestaciones en contra del sah comenzaron en 1977, y se intensificaron en enero de 1978 con la unión de grupos seculares y religiosos en una campaña de resistencia civil. Entre agosto y diciembre del mismo año, las huelgas y protestas paralizaron el país. En consecuencia, el rey dejó Irán, partiendo al exilio el 16 de enero de 1979 y dejando el poder en manos de un consejo de regencia y un primer ministro opositor; fue el último monarca persa. El líder opositor, el ayatolá Jomeini, fue autorizado para regresar del exilio por el gobierno provisional, y a su llegada a Teherán fue ovacionado por la multitud que lo esperaba. El gobierno real colapsó el 11 de febrero, cuando fue derrotado en la lucha armada callejera por grupos guerrilleros y tropas rebeldes, que alzaron al poder oficialmente a Jomeini. Posteriormente, los iraníes votaron en un referéndum convertirse en una república islámica el 1 de abril de 1979, y aprobaron una Constitución republicana y teocrática donde Jomeini se convirtió en «Guía de la Revolución», en diciembre del mismo año.
La revolución, en resumen, significó el reemplazo de una monarquía autoritaria favorable a Occidente por una teocracia islamista y antioccidental, basada en la «tutela de los juristas islámicos» (wilayat faqih).

## Antecedentes históricos
Los clérigos chiíes (Ulema) han tenido una influencia significativa en la sociedad iraní. El clero demostró ser una poderosa fuerza política en la oposición a la monarquía con el boicot al tabaco que en 1891 puso fin a una impopular concesión otorgada por el sah, quien había dado a una compañía británica el monopolio de la compra y venta de tabaco en Persia.
Décadas más tarde, la monarquía y los clérigos se enfrentaron de nuevo. El padre de Mohammad Reza Shah Pahlavi, Reza Shah, reemplazó las leyes islámicas con las leyes occidentales y prohibió la ropa tradicional islámica, la separación En 1935, decenas de personas murieron y cientos resultaron heridas cuando una rebelión chií, en el santuario del Imán Reza en Mashad, fue aplastada bajo sus órdenes.

En 1941 Reza Shah fue depuesto y su hijo, Mohammad Reza Pahleví, fue puesto como Shah por una invasión aliada soviética y británica. En 1953, las potencias extranjeras (estadounidense y británica) volvieron a Irán después de que el Shah huyera del país. El Servicio de Inteligencia Secreta Británico (MI6) y la estadounidense Agencia Central de Inteligencia (CIA) programaron un golpe de Estado militar para expulsar a los nacionalistas y destituir al primer ministro democráticamente elegido, Mohammad Mosaddeq.
Mohammad Reza Pahleví mantuvo una estrecha relación con el Gobierno de Estados Unidos, puesto que los dos regímenes compartían una oposición a la expansión de la Unión Soviética, poderoso vecino del norte de Irán. Al igual que el gobierno de su padre, el Shah era conocido por su autocracia, su enfoque en la modernización y occidentalización, y por su desacuerdo con las medidas religiosas y democráticas en la Constitución de Irán. Los grupos de izquierda, nacionalistas e islamistas atacaron su gobierno (a menudo desde fuera de Irán, ya que fueron reprimidos dentro del país) por violar la Constitución iraní, enfrentándose a la represión política por parte de la SAVAK, la Organización de Inteligencia y Seguridad Nacional de Irán, disuelta en 1979. Esta policía secreta llegó a tener 15 000 agentes.

## Raíces de la revolución

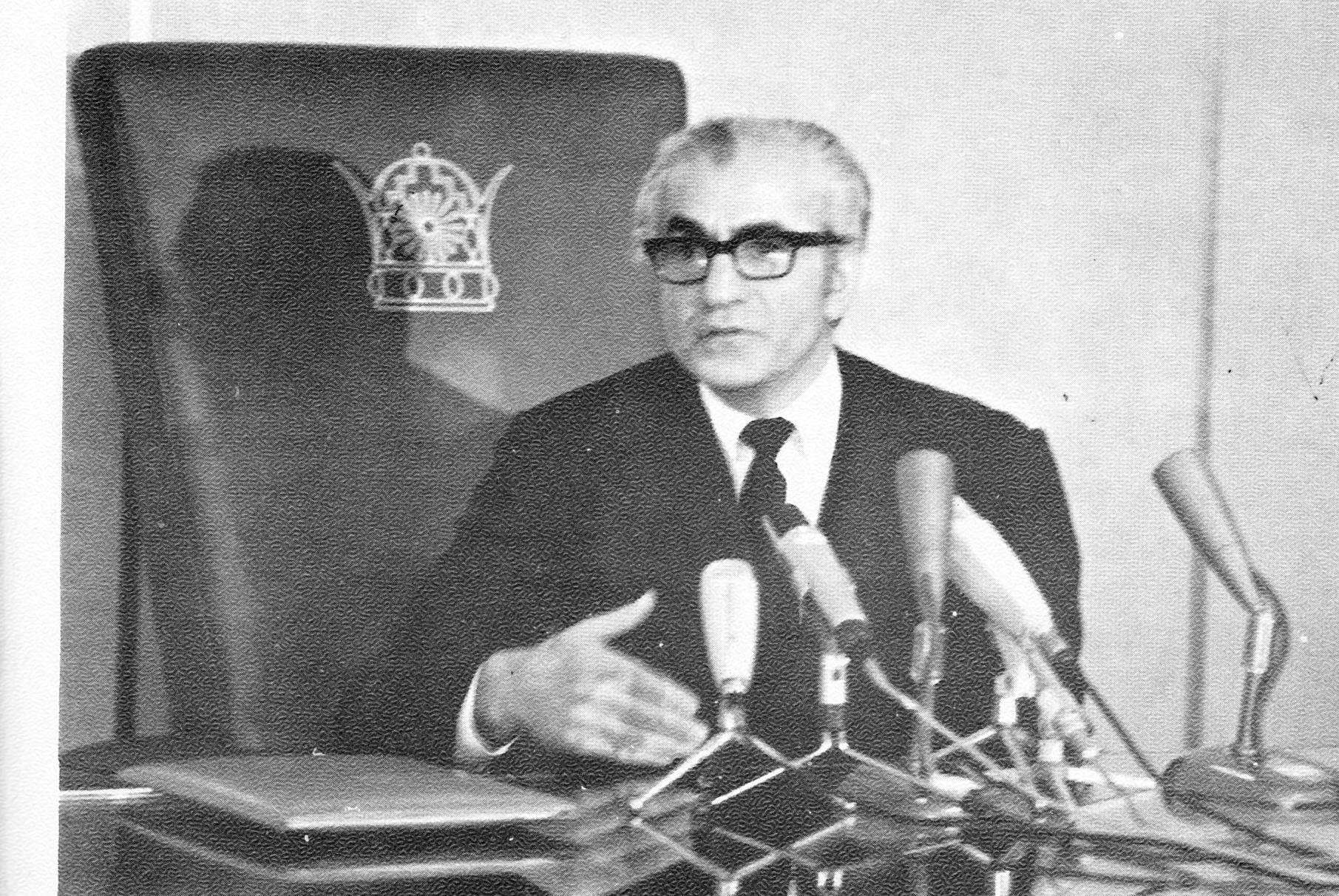
El Sah ante la prensa en su despacho en 1971

Los investigadores creen que la raíz de la revolución iraní está en el golpe de Estado de 1953. Después de la instalación de Mohammad Reza Pahleví por los Aliados en Segunda Guerra Mundial el año 1941 hasta el año 1953, Irán tuvo mayores niveles de libertad política. En este período el Frente Nacional con el liderazgo de Mohammad Mosaddeq, pudo atraer sectores de la clase media, clase trabajadora e intelectuales mediante una política nacionalista, que quería terminar con la subyugación de Irán frente a los países occidentales.
Mosaddeq llegó a ser primer ministro en 1951, siendo una de sus primeras medidas la nacionalización del petróleo ese mismo año. Este evento fue acompañado con manifestaciones de la mayoría de la gente de Irán y huelgas de los trabajadores. La nacionalización y la política antiimperialista de Mosaddeq ponía en peligro los intereses de Reino Unido, ante lo cual Estados Unidos junto a Reino Unido propiciaron un golpe militar contra el gobierno de Mosaddeq, luego de una campaña intensa de desestabilización y de enfrentamientos entre las mismas facciones. El golpe de Estado afectó a la comunidad y la gente, causando esta situación animadversión por el Shah, el Reino Unido y los Estados Unidos.

## Aparición del Ayatolá Jomeini

Retrato del ayatolá Jomeiní durante su exilio

Tras el golpe militar, el Sha tuvo una buena relación con los clérigos hasta cuando, a partir del reconocimiento a Israel por parte de Irán, se rompieron las buenas relaciones entre su gobierno y los religiosos. Uno de los opositores fue Ruhollah Musaví Jomeini, un clérigo chiita que en la escuela Feiziyah en Qom enseñaba libros religiosos y estaba en desacuerdo con la injerencia de Estados Unidos en Irán.
En el Jordad de 1963 se produjeron en las grandes ciudades protestas que fueron sangrientamente reprimidas por el ejército bajo las órdenes del Shah. Ruhollah Jomeini lideró la oposición al Shah y su Revolución Blanca, un programa de reformas que, entre otras cosas, separaba las tenencias de la tierra (incluidos las que pertenecían a poblaciones religiosas), y dejaba a las minorías religiosas ejercer cargos públicos.
Jomeini fue arrestado en 1963 después de declarar que el Shah era "un hombre desgraciado y miserable" que se había "embarcado en la [ruta hacia] la destrucción del Islam en Irán." A esto le siguieron tres días de disturbios en todo el país, por parte de los partidarios de Jomeini, dando como resultado 15 000 muertos a manos de la policía. Sin embargo, las estimaciones oficiales determinaron un número mucho menor, de 32 muertos. Jomeini fue puesto en libertad después de ocho meses de arresto domiciliario y continuó su rebelión, condenando a la estrecha cooperación de Irán con Israel y sus capitulaciones, o extensión de la inmunidad diplomática para el personal del gobierno estadounidenses en Irán. En noviembre de 1964, Jomeini fue detenido y posteriormente exiliado a Turquía, residiendo posteriormente en Nayaf (Irak) y París, lugares en donde permaneció durante 15 años, hasta la revolución.

## Descontento social
Aunque el Sha pudo influir en el ámbito económico y social gracias a las ayudas de Estados Unidos, en el ámbito político no se efectuó ningún cambio. El Sha había repartido algunas tierras agrícolas entre los agricultores pero la mayoría de ellos carecían de grandes tierras para cultivar; además, el desarrollo económico fomentado por el régimen había causado grandes diferencias de clases en la sociedad: mientras el 42% de la gente de Teherán no tenía una casa y vivía en las barriadas, los sectores acomodados y cercanos al régimen vivían en palacios. 
Otra causa del aumento de las tensiones entre la gente y el régimen del Sha fue el beneficio obtenido del petróleo que, pese a incrementarse por el alza internacional del precio del crudo en la década de 1970, no se utilizó para cumplir las promesas del Sha en cuanto a mejoras sociales. Durante este periodo Irán poseía los peores indicadores entre los países de Oriente Medio desde el punto de vista de la educación y mortalidad infantil.

## Los grupos de oposición y organizaciones
Con el golpe militar de 1953, la vida política de Irán sufrió un telón de acero y los líderes de los partidos políticos se separaron de la gente. Por eso, las actividades políticas de la gente se mantenían en secreto y sus actividades eran según las culturas islámicas y chiitas. Los estudiantes fueron una de las causas más importantes de la Revolución iraní. Todos los años celebraban una conmemoración en memoria de tres estudiantes que resultaron muertos el 16 de Azar de 1332 (1953) por el régimen del sah en la protesta por la llegada del vicepresidente de Estados Unidos, Richard Nixon.
Los grupos de la oposición, incluidos los constitucionalistas liberales (el democrático, reformista e islámico Movimiento por la Libertad de Irán, encabezado por Mehdi Bazargan, y el más secular Frente Nacional) se basaban en la clase media urbana, y querían que el sah se adhiriera a la Constitución iraní de 1906, en vez de reemplazar el régimen por una teocracia, pero carecían de la cohesión y la organización de las fuerzas de Jomeini.
Los grupos marxistas (principalmente el comunista Partido Tudeh de Irán y las guerrillas Fedaian) se habían debilitado considerablemente por la represión gubernamental. A pesar de esto, la guerrilla jugó un papel importante en el derrocamiento de 1979 con la entrega al régimen de su golpe de gracia. El grupo guerrillero más poderoso (los Muyahidines del Pueblo) era izquierdista islamista y se opuso a la influencia del clero reaccionario.
Algunos clérigos importantes no siguieron el ejemplo de Jomeini. El popular ayatolá Mahmoud Taleghani apoyó la izquierda, mientras que tal vez el ayatolá de mayor antigüedad e influencia en Irán (Mohammad Kazem Shariatmadari) primero se mantuvo al margen de la política y luego salió en apoyo de una revolución democrática.
Jomeini trabajó para unir a esta oposición detrás de él (con la excepción de los no deseados «ateos marxistas»), se centró en los problemas socioeconómicos del gobierno del sah (corrupción y desigualdad de ingresos y desarrollo), mientras que evitó los problemas específicos entre el público en general que podrían dividir las facciones (en particular su plan de gobierno clerical que él creía que la mayoría de los iraníes veía con prejuicios como resultado de una campaña de propaganda por occidentales imperialistas). 
En la era post-sah, algunos revolucionarios que se enfrentaron con su teocracia y fueron reprimidos por quejarse del engaño, pero mientras tanto, se mantuvo la unidad anti-sah.

### Protestas de los religiosos chiitas
Las primeras oposiciones en el año 1341 (1962) empezarían por Jomeini y sus alumnos y otros clérigos como Sayyed Muhammad Reza Golpayegani, Sayyed Kazem Shariat Madari y Marashi Najafi. Debido a las protestas públicas, fue aprobada una ley según la cual cualquier persona debía jurar frente al libro sagrado de su religión.
En el mes de Jordad 1342, el ayatolá Jomeini oró contra Muhammad Reza Pahlavi en el día Ashura, en la escuela Feiziah Qom. Los guardias de seguridad arrestaron a Jomeini y le encarcelaron. La detención de Jomeini fue causa de manifestaciones en diferentes ciudades en las que murió mucha gente.

### Celebración de los 2500 años del Imperio persa
En 1971 se llevó a cabo la celebración de los 2500 años del Imperio persa en Persépolis, por parte del gobierno. Esto levantó críticas de la oposición al sah por su extravagancia.

## Comienzo de las manifestaciones
A mediados de los años 1970, con la crisis económica, la inflación aguda y la represión de la SAVAK, las organizaciones como Amnistía Internacional y Comisión Internacional de Juristas, condenaron el régimen del Sha por violaciones a los Derechos Humanos. 
Simultáneamente con las organizaciones de los Derechos Humanos, los estudiantes iraníes y los grupos oponentes celebraron manifestaciones contra el Sha. Además, los periódicos occidentales publicaban los delitos de la SAVAK. Al fin el Sha permitió al Comité Internacional de la Cruz Roja (CICR) que visitara las cárceles. Pero estas libertades permitieron a los oponentes hacer sus actividades revolucionarias, y claramente opusieron contra el régimen del Sha.
En Ordibehesht de 1356 (1976), cincuenta y tres juristas escribieron una carta abierta al Sha y criticaron sus interferencias en los juzgados y el Sistema Judicial. Asimismo en el mes de Tir, cuarenta de las principales figuras literarias, por medio de una carta a Hoveydá, criticaron la censura de las actividades culturales. Y en el verano y otoño de aquel año, los clérigos, escritores, juristas y vendedores criticaban el maltrato del Sha a su pueblo. En medio de estos eventos, en Aban 1356 (1977) el hijo de Jomeini murió sospechosamente. Los revolucionarios creían que fue asesinado por la SAVAK y celebraron ceremonias conmemorativas en diferentes ciudades. 
Hasta finales del mes Abán, los oponentes al gobierno solo escribían y publicaban declaraciones y cartas, pero después de un tiempo el modelo de oposición cambió, y la gente se echaba a las calles y celebraba manifestaciones contra el régimen del Sha. En 25 de Abán después de 9 noches de leer los poemas políticos en la universidad Aria Mehr, la policía desorganizó aquella reunión y un estudiante murió, más de setenta fueron heridos, y más de cien estudiantes fueron arrestados por la policía y la SAVAK. En respuesta a esto, las manifestaciones aumentaron entre los estudiantes.
En el mes Dey 1356 (1977) el insulto de un periódico a los clérigos, fue la causa de la intensificación de las manifestaciones. El periódico presentó a Jomeini como un espía de Gran Bretaña, licencioso y corrupto. El artículo fue causa del enfado de los clérigos, que celebraron una manifestación contra los insultos, y chocaron con la policía. Según la versión de los clérigos, setenta de ellos murieron. Al día siguiente, Jomeini pidió a la gente que celebrara más manifestaciones y felicitó a los clérigos por sus resistencias contra el régimen de Sha. Afirmando que el Sha era quien colaboraba con los Estados Unidos para destruir Irán.
También el Ayatolá Shariatmadari, en una entrevista, se quejó del gobierno y el trato de la policía. Y mandó a los vendedores y los clérigos que vayan a plañir en las Mezquitas. 
Más tarde, los periódicos presentaban los acontecimientos de Qom como el inicio de la rebelión. Otros, como Hamed Algar y Henry Munson, afirmaban que esta había empezado con la muerte del hijo de Jomeini. Pero Abrahamian afirmaba que la rebelión había empezado realmente con la lectura de poemas y las manifestaciones en la universidad de Ariamehr.

### SAVAK
Todo intento de sublevación era sofocado por la autoridad del Sha. Para esto utilizaba a la SAVAK, un grupo policial que se encargaba de vigilar toda las actividades de la población civil. A ellos se les atribuyen las desapariciones y torturas durante el reinado del Sha. En la versión del periodista Ryszard Kapuscinski de la historia, basada en su experiencia como corresponsal, la SAVAK tenía métodos que iban desde quemar los párpados de sus víctimas hasta lanzarlos contra planchas de hierro al rojo vivo para quemarlos. Entre los detenidos se destacaban los intelectuales. Estos oficiales actuaban como una Policía del pensamiento, siguiendo la lectura del periodista polaco, ya que se encargaban de reprimir de tal modo que era inclusive prohibido tocar temas en la calle relacionados con el Sha o la dictadura. Esta opresión, sumada con la desproporción social y económica que vivía Irán en la década de los setenta, provocó la caída del último líder de la dinastía Pahlaví.

### Protestas políticas
Las reuniones en el país eran un buen método para realizar actividades políticas y daban ideas a otras personas para celebrar manifestaciones. En el 29 de Bahman 1356 (1977) fueron asesinadas cerca de cuarenta personas en Qom. En otras ciudades se celebraron ceremonias conmemorativas para los fallecidos en la revuelta. Pero en Tabriz la gente atacó a la policía, la oficina del Partido de Resurrección, bancos, hoteles de lujo, cines y bares (símbolos occidentales para ellos) y por primera vez fue oído el grito de Muerte al Sha en público. La policía atacó al Ayatolá Shariatmadari en su casa. Al fin, después de dos días, con ayuda de los militares y asesinado gente, se acabaron las manifestaciones. El 10 de Farvardin 1357 (1977) se celebraban las ceremonias conmemorativas por los muertos en Tabriz en cincuenta y cinco ciudades. Y se cerraban la mayoría de bazares y universidades. En las manifestaciones fueron asesinados cerca de doscientos cincuenta revolucionarios.
El régimen, para solucionar aquella crisis, amenazó de muerte a los rebeldes. Asimismo, el Sha dejó algunas políticas económicas que habían causado el enojo de los vendedores y la gente, y pidió disculpas públicas al Ayatolá Shariatmadari por el ataque a su casa. Destituyó Neamatolla Nasir, el director de la SAVAK y prohibió las películas pornográficas. Con el fin de ganarse el favor de la gente, el Sha se dirigió a Mashhad para hacer la tradicional peregrinación. Después de esta respuesta, el país se vio tranquilizado.
Después de dos meses de tranquilidad y paz, desde el primer día del mes de Ramadán, se celebraron manifestaciones grandes en Teherán, Tabriz, Qom, Isfahán y Shiraz. Después de las inquietudes, ocurrió un suceso grave en 28 Mordad 1357 (1977), el cine Rex Abadan se incendió y murieron cerca de cuatrocientas personas que estaban adentro. Los revolucionarios afirmaron que la SAVAK había quemado el cine, porque las puertas del mismo se encontraban cerradas.

## Viernes Negro

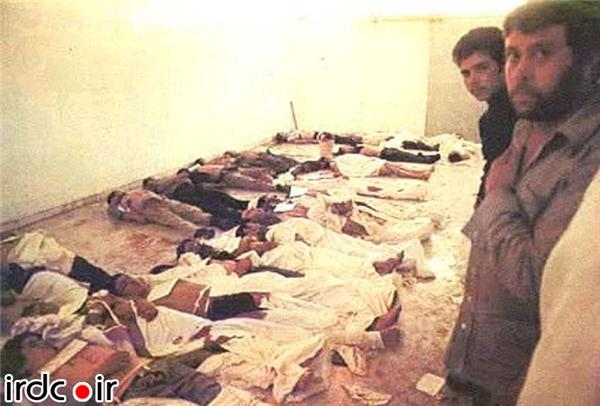
Cadáveres de las víctimas del Viernes Negro

El sah intentaba luchar contra la crisis, por eso, liberó a más de doscientos presos políticos y eligió a Jaafar Sharif Imami como el primer ministro. En el periodo de Sharif Imami, se aumentó la libertad de los impresos y la mayoría de los clérigos superiores fueron liberados de las cárceles. El primer ministro mandó cerrar varios casinos y bares e incluso permitió que se celebrara una manifestación en Eid Fetr. Aunque no ocurrió nada en Eid Fetr, tres días más tarde, Jomeini en una declaración dijo que era una tarea de todos los musulmanes no consentir con el sah y desterrarlo de Irán. A pesar del contraste de los moderados en la manifestación contra el régimen, el número de los insurgentes aumentaba y en 16 de Shahrivar 500 000 personas celebraron una manifestación en Teherán haciendo uso de la consigna Independencia, Libertad, República Islámica siendo la primera vez que afirmaron querer un gobierno islámico.
Para proteger su gobierno, el sah prohibió la manifestación y declaró la ley marcial. A la mañana siguiente, el viernes, 17 de Shahrivar 1357 (8 de septiembre de 1978), la gente reunió en la plaza de Yalé (también transcrito Zhaleh y Jaleh), y celebraron otra manifestación. Según las fuentes antigubernamentales, el ejército utilizó fuego real, incluyendo en su ataque tanques y helicópteros artillados, para disolver la manifestación, en gran medida pacífica. Opositores al régimen y periodistas occidentales afirmaron que el ejército iraní masacró a los manifestantes provocando entre ochenta y varios cientos de muertos. Tras la revolución, los números oficiales relativos a la masacre indican unos 15 000 muertos y heridos durante ese día.
El suceso del 17 de Shahrivar es conocido como «Viernes Negro». Por este suceso aumentó el descontento hacia el sah y eso fue una vía clara para iniciar una rebelión de la población.

## Huelgas a nivel nacional

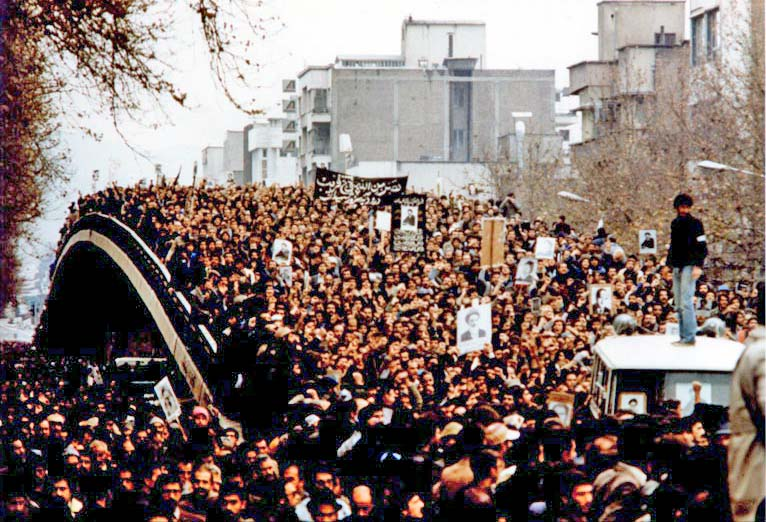
Manifestación masiva en Teherán

Después del viernes negro, comenzaron huelgas masivas. El descontento por reducir el salario de los trabajadores, y los delitos de Sha fueron el principal detonante de las mismas. Tras la huelga casi todos los mercados, universidades, escuelas, instalaciones petroleras, bancos, ministerios, periódicos, hospitales públicos y las principales fábricas se cerraron. Los revolucionarios manifestaron su exigencia de que se permitiera a Jomeini regresar a Irán.
El Sha se encontró con otra crisis y tomó decisiones contradictorias. Por un lado, ordenó la ley marcial y arrestar a los insurgentes, y por el otro mandó liberar a más de mil carcelarios. En un programa de televisión dijo a la gente que había oído el llamado de la revolución. Entonces Jomeini se exilió desde Irak a Francia y en un mensaje dijo; si el Sha ha escuchado el llamado de la revolución, entonces tiene que renunciar y presentarse ante un tribunal islámico. 
Muchos de los grupos políticos se unieron a Jomeini y apoyaron sus ideas y su revolución. Por la coalición de líderes de las oposiciones, aumentaban las manifestaciones, que se volvieron violentas en el mes de Muharram. En los tres primeros días de Muharram, cientos de miles se posicionaron en azoteas y gritaron Allaho Akbar. Y en Qazvin se celebró una fuerte protesta, pero los militares respondieron matando a muchas personas. Para controlar el país, el régimen liberó a varios presos políticos y permitió a la gente celebrar la fiesta de Muharram.
En el día de Tasua (9 de Muharram), por liderazgo de Taleqani y Sanjabi, más de medio millón se presentaron en la manifestación y en el día de Ashura (10 de Muharram) los manifestantes llegaron a unos dos millones. Los periódicos occidentales presentaban la manifestación como un fuerte aliciente para cambiar de régimen.
La mayoría de los soldados y oficiales en las diferentes ciudades se unían a la gente. Los seguidores de Jomeini aumentaban y publicaban las ideas islámicas en periódicos y declaraciones. Los protectores del Sha, como Estados Unidos y Francia, no lo apoyaron. Ello fue una causa de debilitación del régimen. Mientras Shapur Bajtiar, sugirió: si el Sha sale del país, yo tomaría el liderazgo de gobierno en mis manos. El Sha lo aceptó y el 9 de Dey, nombró a Bajtiar primer ministro. El 26 de Dey (16 de enero de 1979), el Sha salía de Irán pilotando su avión.

## El derrocamiento del sah y la victoria de la revolución

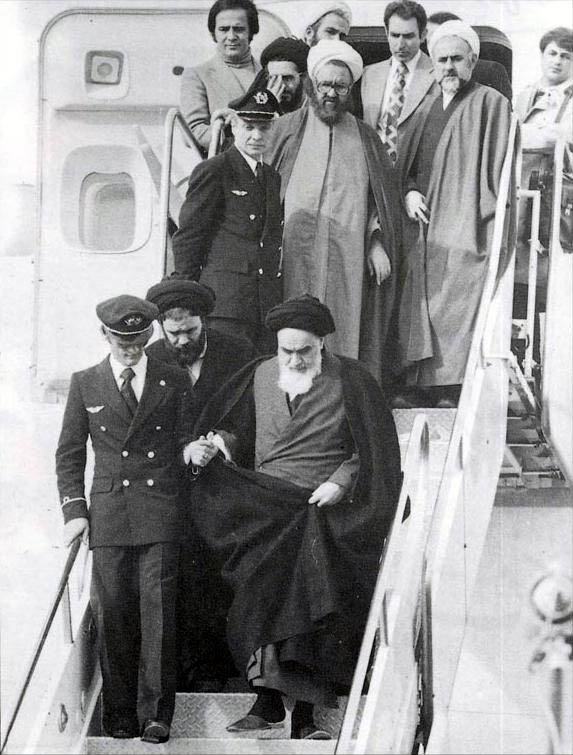
Jomeini bajando del avión chárter de Air France a su llegada a Teherán

Después de ser nombrado primer ministro, Bajtiar trató de calmar las manifestaciones. Dio orden de cancelar la ley marcial, la disolución de la Savak y permitió que Jomeini regresara a Irán. Pero Jomeini hizo un llamado a continuar con la rebelión.
En el mes de Dey la continuaron las manifestaciones contra Bajtiar exigiendo el regreso de Jomeini. En 26 de Dey, mientras el sah se exiliaba, cientos de miles de personas celebraban fiestas por tal acontecimiento. El 29, un millón de personas salieron a las calles en Teherán. Bajtiar, para impedir la entrada de Jomeini a Irán, ordenó cerrar el aeropuerto, pero la gente, apoyada en enormes manifestaciones, consiguió su apertura.
El 9 de Bahman, Bajtiar anunció que el aeropuerto estaba abierto y finalmente el 12 de Bahman (febrero, 1979), el imán Jomeini regresó a Irán mientras tres millones de personas salían a las calles para darle la bienvenida. Una vez en Irán, Jomeini comenzó a expresarse contra el régimen de Bajtiar, pidiendo al pueblo iraní que celebrase manifestaciones.
El 22 de Bahman (11 de febrero de 1979) Bajtiar fue expulsado del poder. La Revolución iraní había triunfado, culminando con el establecimiento de la República Islámica de Irán.

## Galería

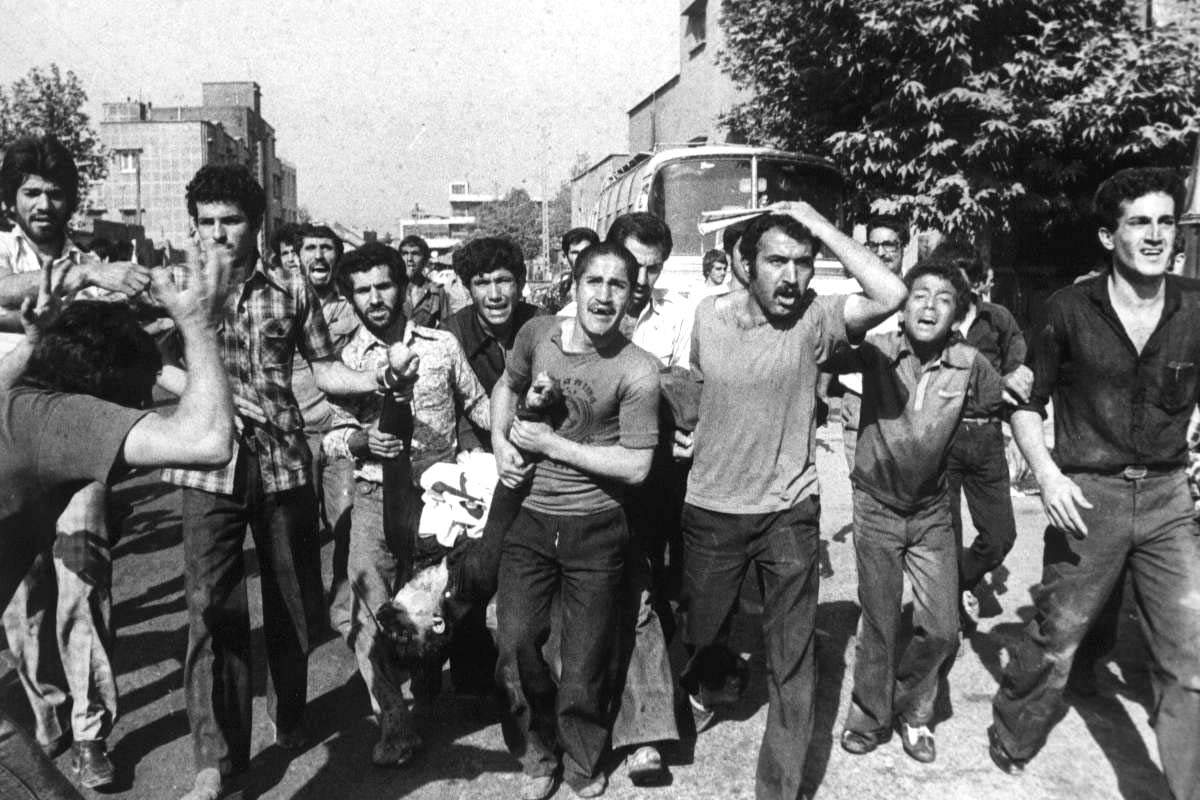
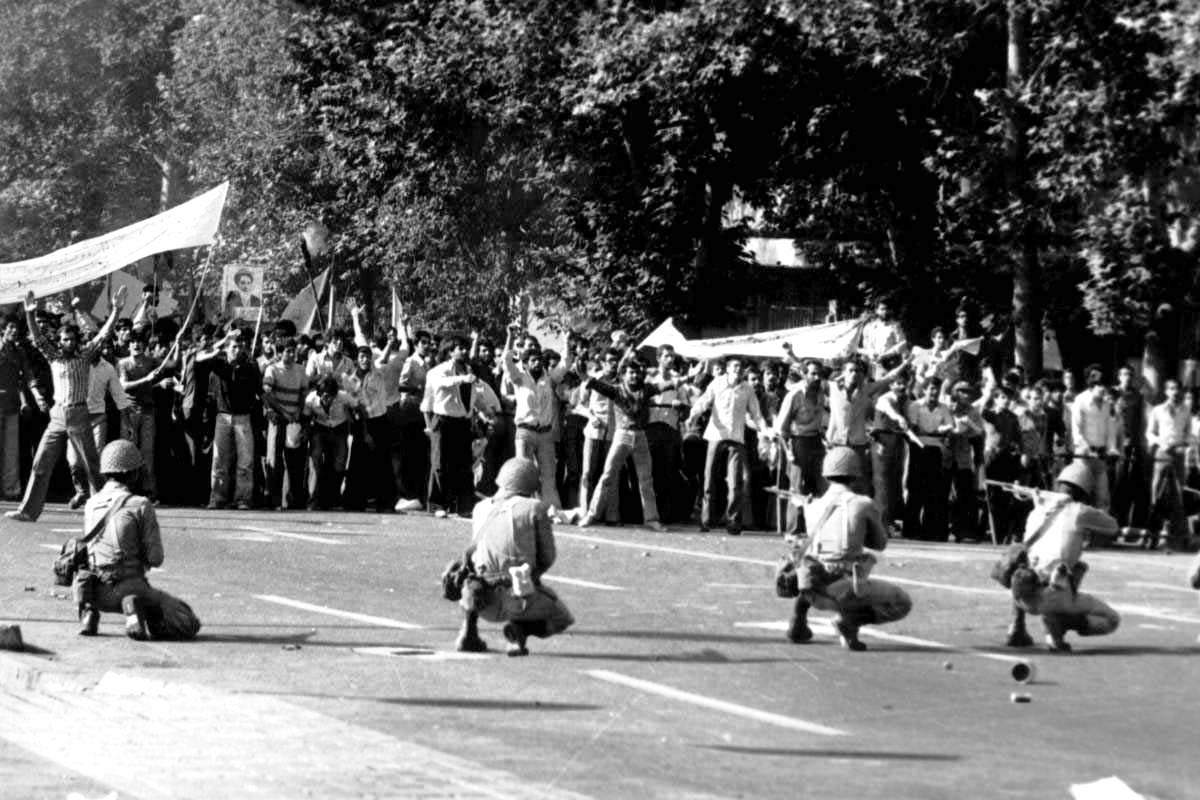
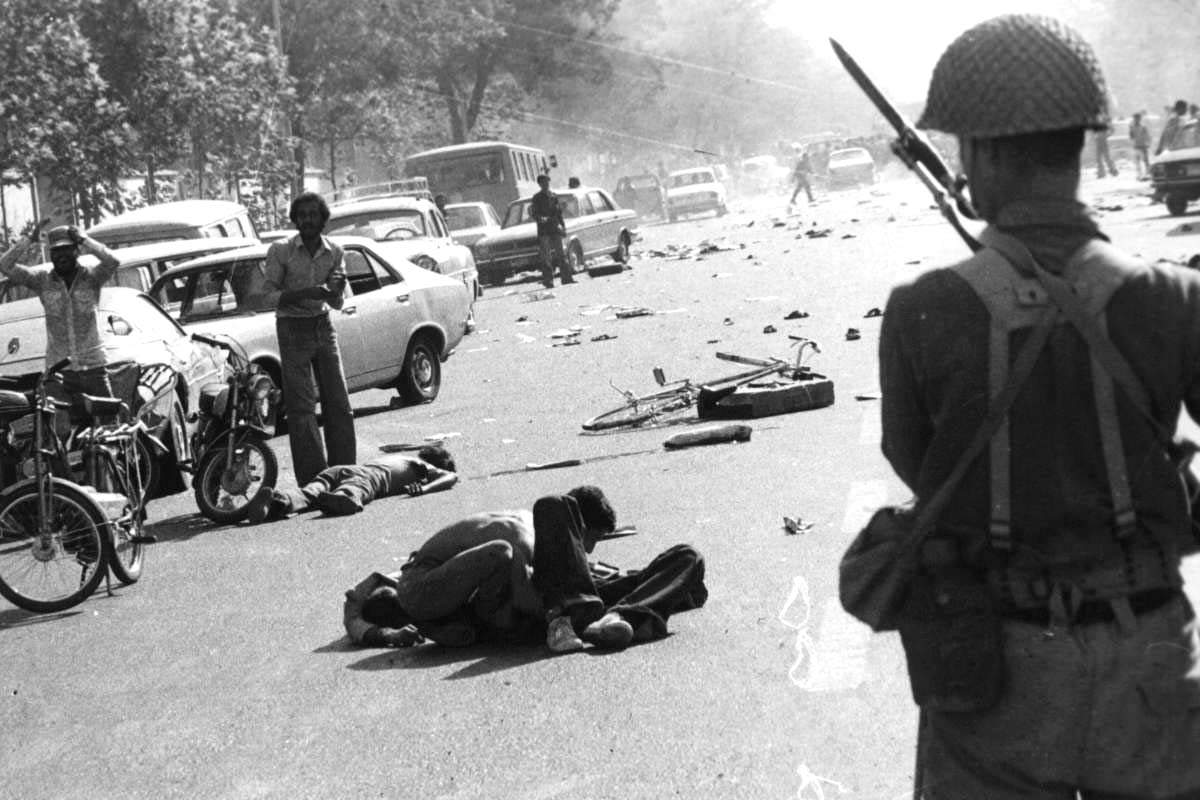
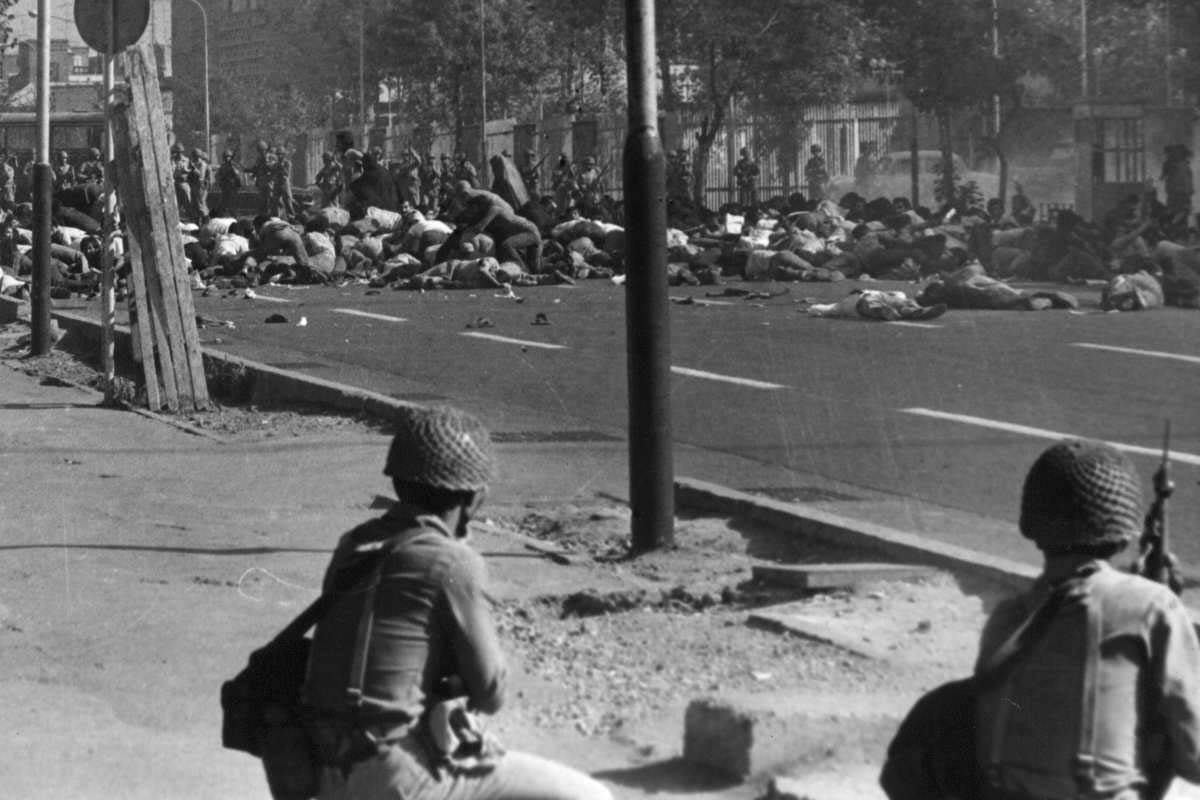

## Filmografía
- Persépolis
- Argo
- Not Without My Daughter